# مینو فرشچی
مینو فرشچی (زاده ۱۳۲۷ در تبریز) هنرپیشه و فیلم‌نامه‌نویس ایرانی است. او برای بازی در فیلم بانوی اردیبهشت نامزد دریافت سیمرغ بلورین در جشنواره فیلم فجر شد.

## زندگی
فرشچی دانش‌آموخته تئاتر عروسکی از از دانشکده هنرهای دراماتیک و گرافیک از کالج سانتامونیکا در کالیفرنیا است. او هنگام تحصیل در مرکز اسلامی آموزش فیلمسازی، فیلم‌نامه‌نویسی را آغاز کرد و بعد از پایان این دوره، به فعالیت در تلویزیون پرداخت. او در چندین دوره جشنواره فیلم فجر، از اعضای هیئت داوران بوده‌است.

## آثار

### نویسندگی
- شوکران ( مشترک با بهروز افخمی)
- کارآگاه شمسی و دستیارش مادام ( مشترک با سروش صحت و مرضیه برومند)
- ازدواج به سبک ایرانی ( مشترک با حمیدرضا حافظی)
- کاغذ بی‌خط ( مشترک با ناصر تقوایی)
- باغچه مینو (مشترک با مهراب قاسم خانی و حمید برزگر)

### بازیگری
- بانوی اردیبهشت